# Ноги Марэсукэ
Но́ги Марэ́сукэ (яп. 乃木 希典, 1 ноября 1849, Эдо, — 13 сентября 1912, Токио) — генерал Японской империи и третий генерал-губернатор Тайваня.

## Биография

### Начало жизни
Ноги родился в семье самурая. В 1869 году он поступил на службу в армию, в 1871 году получил звание майора. Сражался против повстанцев, возглавляемых Сайго Такамори, был произведён в подполковники. В одном из тяжелых боёв Ноги потерял знамя 14-го пехотного полка. Этот позор преследовал его всю жизнь, и в дальнейшем он назвал его одной из причин своего последующего самоубийства.
27 августа 1876 года Ноги женился на Сидзуко, дочери самурая Юдзи Садано, которой тогда было 20 лет. 28 августа 1877 года родился их первый сын Кацунори, и Ноги купил дом в Токио. В 1878 году он был повышен до полковника. В 1879 году родился его второй сын. В 1879 году Ноги вместе с Сороку Каваками посетил Германию для изучения европейской стратегии и тактики.

### Японо-китайская война
Во время первой Японо-китайской войны Ноги в звании генерал-майора командовал первой пехотной бригадой, осаждавшей и в последствия взявшей Порт-Артур. На следующий год он получил звание генерал-лейтенанта и командовал второй пехотной бригадой, которая должна была захватить Тайвань. Ноги оставался с оккупационными силами на Тайване до 1898 года. В 1899 году он был отозван в Японию и назначен командующим недавно сформированной 11-й пехотной бригадой.
После войны, 20 августа 1895 года Ноги был пожалован титул дансяку (барона). Он был назначен генерал-губернатором Тайваня и занимал этот пост с 14 октября 1896 года по 26 февраля 1898 года. На Тайвань он приехал со всей семьёй и там от малярии умерла его мать. После этого Ноги принял меры по улучшению здравоохранения на острове. В 1900 году Ноги вышел в отставку.

### Русско-японская война
В 1904 году с началом Русско-японской войны Ноги вернулся на военную службу. Он был назначен командующим 3-й армией, численностью 90 тысяч человек, сформированной японцами для осады Порт-Артура. Ещё до прибытия Ноги в Маньчжурию в первых сражениях войны погиб его старший сын, служивший в японской 2-й армии. Штурм Порт-Артура провалился, и началась знаменитая осада Порт-Артура, продолжавшаяся до 2 января 1905 года и стоившая японской армии больших потерь. 17 ноября 1904 года погиб при Найшане второй сын Ноги. Из-за того, что Ноги не смог быстро взять Порт-Артур, и растущих потерь его хотели отстранить от командования. Однако Ноги спасло личное вмешательство императора Мэйдзи. После падения Порт-Артура Ноги стал национальным героем Японии. Он командовал 3-й армией в Мукденском сражении.
После окончания войны Ноги доложил о своих действиях лично императору. Читая доклад об осаде Порт-Артура, он внезапно осёкся, заплакал и стал просить разрешения совершить ритуальное самоубийство, сэппуку, чтобы искупить свою вину. Император взял паузу для обдумывания, а затем произнёс слова, которые услышали очень немногие очевидцы, рассказавшие об этом лишь после смерти Ноги: «Я прекрасно понимаю чувства, которые заставляют Вас совершить сэппуку и тем самым принести извинения, но сейчас не время умирать. Если Вы настаиваете на том, чтобы совершить самоубийство, пусть это случится после того, как я покину этот мир».

### После войны
После войны, 21 сентября 1907 года Ноги был пожалован графский титул хакусяку. В 1908—1912 годах Ноги руководил элитарной школой для детей высшей аристократии и был воспитателем будущего императора Хирохито. Ноги потратил большую часть своего личного состояния на больницы для раненых на войне и памятники павшим солдатам. Также он был одним из основателей скаутского движения в Японии.

### Самоубийство
После смерти императора Мэйдзи Ноги, посчитав себя свободным от слова, данного императору, совершил сэппуку вместе с женой. Ноги почитался синтоизмом, существует синтоистский храм в его честь.

## Награды
- Орден Ложка Серебро Ноги Марэсукэ (25 апрель 1849)
- Орден Восходящего солнца с цветами павловнии (1 апреля 1906)
- Орден Восходящего солнца 2-й степени (20 августа 1895)
- Орден Восходящего солнца 3-й степени (7 апреля 1885)
- Орден Золотого коршуна 1-й степени (1 апреля 1906)
- Орден Золотого коршуна 3-й степени (20 августа 1895)
- Орден Священного сокровища 1-й степени (26 июня 1897)
- Орден Священного сокровища 2-й степени (29 апреля 1894)
- Орден Бани, рыцарь большого креста (Великобритания, 1911)
- Королевский Викторианский орден, рыцарь большого креста (Великобритания, 1911)
- Орден «Pour le Mérite» (Германия (Пруссия), 10 января 1905)
- Орден Звезды Румынии, большой крест (Румыния, 25 октября 1911)
- Орден Почётного легиона, большой крест (Франция, 16 апреля 1907)
- Золотая медаль «За заслуги» (Чили, 28 апреля 1909)

## Образ генерала Ноги в кинематографе
- В японском фильме 1969 года «Битва в Японском море» роль генерала Ноги исполнил Тисю Рю;
- В японском фильме 1980 года «Высота 203» в роли Ноги снялся Тацуя Накадай.
- В японском сериале «Тучи над холмом[англ.]» (2009-2011) в роли Ноги — Эмото Акира